# Youngia wilsoni
Youngia wilsoni là một loài thực vật có hoa trong họ Cúc. Loài này được (Babc.) Babc. & Stebbins miêu tả khoa học đầu tiên năm 1937.